# Cité des Sires de Coucy
La cité médiévale de Coucy, dite cité des Sires, est l’ensemble architectural médiéval que forment le château de Coucy, sa baille ou basse-cour ceinte de remparts et l’enceinte de la ville haute de la commune de Coucy-le-Château-Auffrique ainsi que la ville haute elle-même.
L’ensemble compose un dispositif civil et militaire grandiose, formé des fortifications et de l’ancienne ville médiévale. Les fortifications de Coucy forment un ensemble assez homogène dont l’essentiel date du XIIIe siècle, constitué de plus d'1,7 kilomètre de remparts garnis de 33 tours de défense, de trois grandes portes fortifiées dont l’impressionnante porte de Laon, et du château de Coucy couronnant le tout avec ses quatre tours d’angle imposantes et son donjon monumental, le plus haut jamais bâti en Occident avec ses 53 mètres de hauteur. La ville de Coucy-le-Château, quant à elle, enclose dans ces remparts, conserve de nombreux bâtiments de diverses époques, bien que l'essentiel du bourg médiéval fût détruit lors de la Première Guerre mondiale.
L’ensemble de la cité des Sires – le château, les remparts et la ville haute de Coucy – subit en effet de lourdes dégradations en mars 1917 quand l’armée allemande, occupant le site depuis deux ans, décida de dynamiter le donjon du château, ses quatre tours d’angle massives, la porte de Laon ainsi que les deux autres portes de l’enceinte, le beffroi du XIIIe siècle, l’église Saint-Sauveur ainsi que la plupart des maisons du centre-ville, y inclus un grand nombre de maisons médiévales. De tous ces bâtiments, seule l’église Saint-Sauveur fut reconstruite après la guerre ; elle fut néanmoins suivie de la porte de Soissons en 2013. La porte de Laon, quant à elle, fait l'objet d'une restauration-reconstruction en cours depuis 2016.

## Histoire
L'unité architecturale qui caractérise la cité des Sires, du château jusqu'à l'enceinte de la ville haute, est un témoignage de son histoire particulière. Si l'histoire de la cité médiévale de Coucy semble commencer au Haut Moyen Âge, il est à noter que nous ne disposons d'aucune trace archéologique antérieure au XIIe siècle. L'imposant ensemble du château et de l'enceinte de la ville fut en effet édifié d'une seule traite, sur ordre du Sire de Coucy Enguerrand III, probablement entre 1210 et 1245 — c'est-à-dire sur une durée relativement courte au regard de la monumentalité de l'ouvrage bâti —, de sorte que, s'il n'est pas inutile d'évoquer brièvement l'histoire du castrum de Coucy antérieur à la cité et au château dressés par Enguerrand III, ces connaissances ne sont toutefois pas essentielles à la compréhension des vestiges actuels.

### Haut Moyen Âge

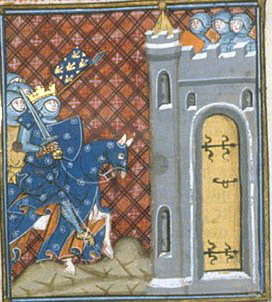
Le siège de Coucy par Louis VI le Gros au XIIe siècle.

le site de l'actuel village de Coucy-le-Château était occupé au Haut Moyen Âge par une villa, c'est-à-dire, en bas latin, soit un petit bourg fortifié, soit une exploitation agricole, soit une résidence seigneuriale entourée d'une exploitation agricole (villa, qui signifiait ferme ou domaine fermier en latin classique, a fini par donner « ville » en français moderne, tandis que son adjectif substantivé villaticus a donné « village »). Les terres de Coucy étaient propriété de l'archidiocèse de Reims au Xe siècle quand l'archevêque Hervé de Reims y fit élever un castrum (petite citadelle fortifiée), probablement sur l'éperon rocheux où se dressera plus tard le château que l'on connaît.
En raison de sa position en surplomb de la vallée de l'Ailette, ce castrum de Coucy fut l'objet, pendant un peu plus d'un siècle, de conflits féodaux répétés, avant qu'Enguerrand de Boves, fils aîné du baron picard Dreux de Boves, n'en prît possession en 1079 par le truchement d'un mariage avec Ade de Roucy, veuve du précédent seigneur de la place.

### Le XIIe siècle: Enguerrand III le Bâtisseur

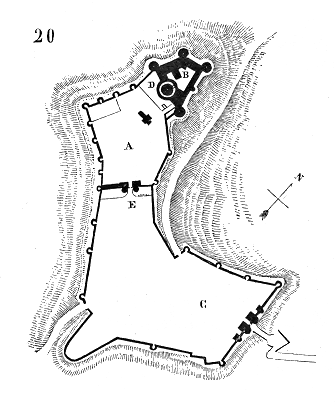
Plan général de la cité des Sires : le château (B) et son fossé (D), l'enceinte (A), la basse-cour (C) et son fossé (E).

La cité et le château sont, pour l'essentiel, l'œuvre d'Enguerrand III de Coucy, seigneur de la place de 1191 à 1242 et dont la mère Alix de Dreux était cousine du roi de France Philippe Auguste. C'est à ce seigneur ambitieux que nous devons la décision d'élever au bout de la ville un château deux fois plus grand que le standard moyen des châteaux de son époque, dits châteaux « philippiniens », et d'enceindre la ville haute de Coucy-le-Château du monumental ensemble de remparts qui l'enclôt encore à ce jour. Eugène Viollet-le-Duc jugea, dans sa Description du château de Coucy de 1861, que ce dernier « dut être élevé très-rapidement, ainsi que l'enceinte de la ville qui l'avoisine, de 1220 à 1230 ». Se ralliant à cet avis, l'historien de l'architecture Eugène Lefèvre-Pontalis estima que l'élévation dut commencer en 1225. Des études récentes du Centre des Monuments Nationaux ont cependant tendu à prouver que le chantier de Coucy avait commencé plus tôt, sans doute à partir de 1210, en partant des remparts sud-ouest de la baille, dans la continuité du château antérieur qui fut bientôt détruit pour que l'actuel pût être bâti à sa place (la construction du château commença, elle, sans doute après 1225).
Enguerrand III, seigneur de la baronnie de Coucy, avait grandi dans un milieu proche de la famille royale, sa mère Alix de Dreux étant en effet cousine du roi Philippe Auguste. C'est donc très-tôt qu'Enguerrand III put suivre les grandes avancées de son temps en matière d'architecture urbaine et militaire sur des chantiers tels que le nouveau donjon du château royal du Louvre ou celui de Fère-en-Tardenois par exemple. Toutes les grandes lignes de l'architecture « philippienne » se retrouvent à Coucy, que ce soit dans l'agencement de l'enceinte (enceinte où alternent à intervalles réguliers courtine et tours de flanquement semi-cylindriques comportant deux à trois étages voûtés et percés d'archères, portes avec accès par une barbacane, une herse et présence d'un assommoir) ou dans le plan des éléments constituant le château (tours d'angle et tour maîtresse cylindriques, tour maîtresse entourée d'un fossé en escarpe et contrescarpe). S'il n'est pas exagéré de dire que le modèle castral philippien est la première inspiration des bâtisseurs de la cité de Coucy, il faut toutefois faire remarquer que le surdimensionnement y règne, et que les caractéristiques architecturales philippiennes de la cité des Sires n'ont souvent aucune commune mesure avec celles que nous retrouvons pour d'autres châteaux et enceintes portant également la marque de l'influence philippienne. Les quatre tours d'angle du château de Coucy, par exemple, ont un diamètre de 19 mètres pour une hauteur de 35, surpassant donc nettement même la tour maîtresse du château royal du Louvre dont les dimensions étaient de 15,60 mètres de diamètres pour 30 de hauteur. La tour maîtresse de Coucy, quant à elle, avait un diamètre de 31 mètres pour une hauteur de 54 mètres. Ces chiffres ébahissants donnent une idée de l'ambition immodérée qui habitait le baron Enguerrand III de Coucy, auteur de la magistrale cité, qui ne tarda pas à se réclamer le titre de Comte et dit de lui-même qu'il n'était « ni roi ni comte ni duc non plus, [mais qu'il était] le Sire de Coucy ».

### XVIIIe siècle

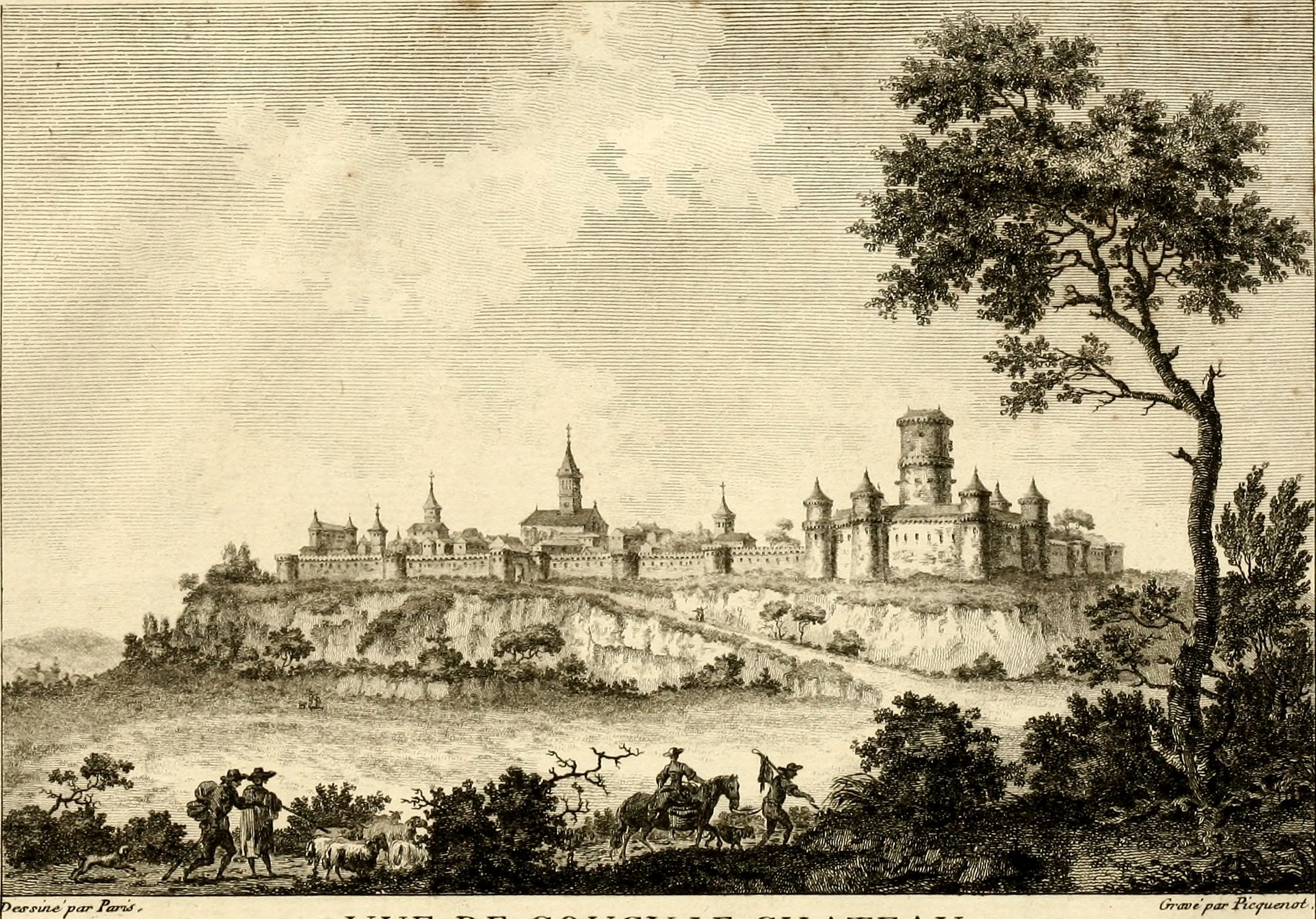
L'ensemble de la cité de Coucy gravée en 1780 dans une édition de l’Essai sur la Musique ancienne et moderne.

### Depuis 1917
La Cité des Sires fit l'objet de campagnes de préservation et de restauration, dans certains cas avec reconstruction, depuis 1917. Le village fut reconstruit en partie après la Seconde Guerre Mondiale après avoir été quasi abandonné dans l'entre deux-guerre - on pensait alors faire de Coucy-le-Château-Auffrique un village-martyr qui dut rester en l'état. Les reconstructions des années 1950 ne reprirent pas les constructions d'avant 1917 ni dans leur style - le bourg aux maisons médiévales conservées agrémenté d'élégantes demeures de la Renaissance à la IIIe République laissa place à un village de taille bien moindre et aux maisons plus sobres en pierre. Le beffroi ne fut pas reconstruit, l'hôtel-Dieu changea et d'emplacement et d'aspect. L'église Saint-Sauveur seule fut rebâtie à l'identique.

## Description

### Dispositif militaire

#### Château

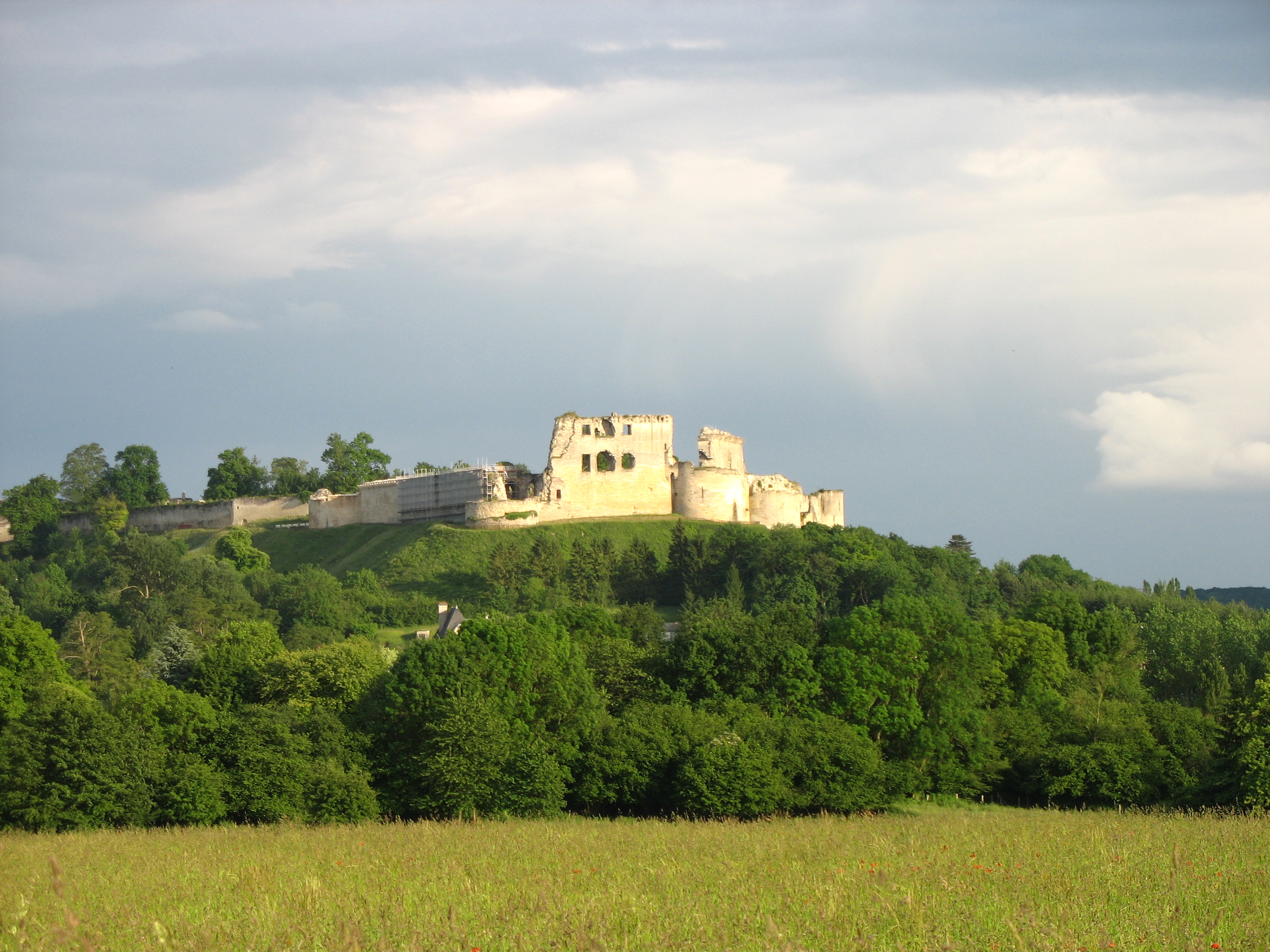
Le château vu du sud-ouest.

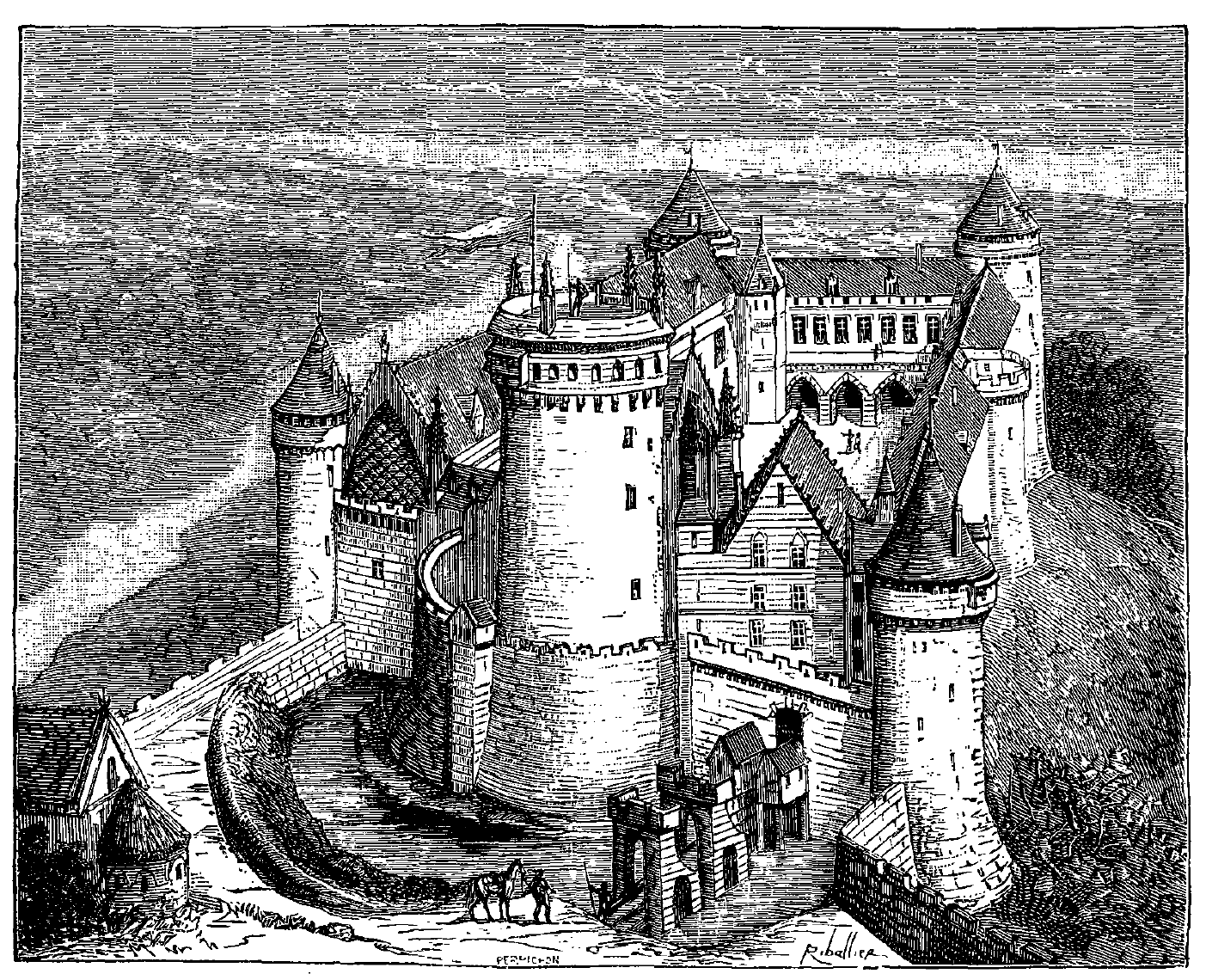
Vue du château dans son aspect du XIVe siècle par Viollet-le-Duc, angle nord-est.

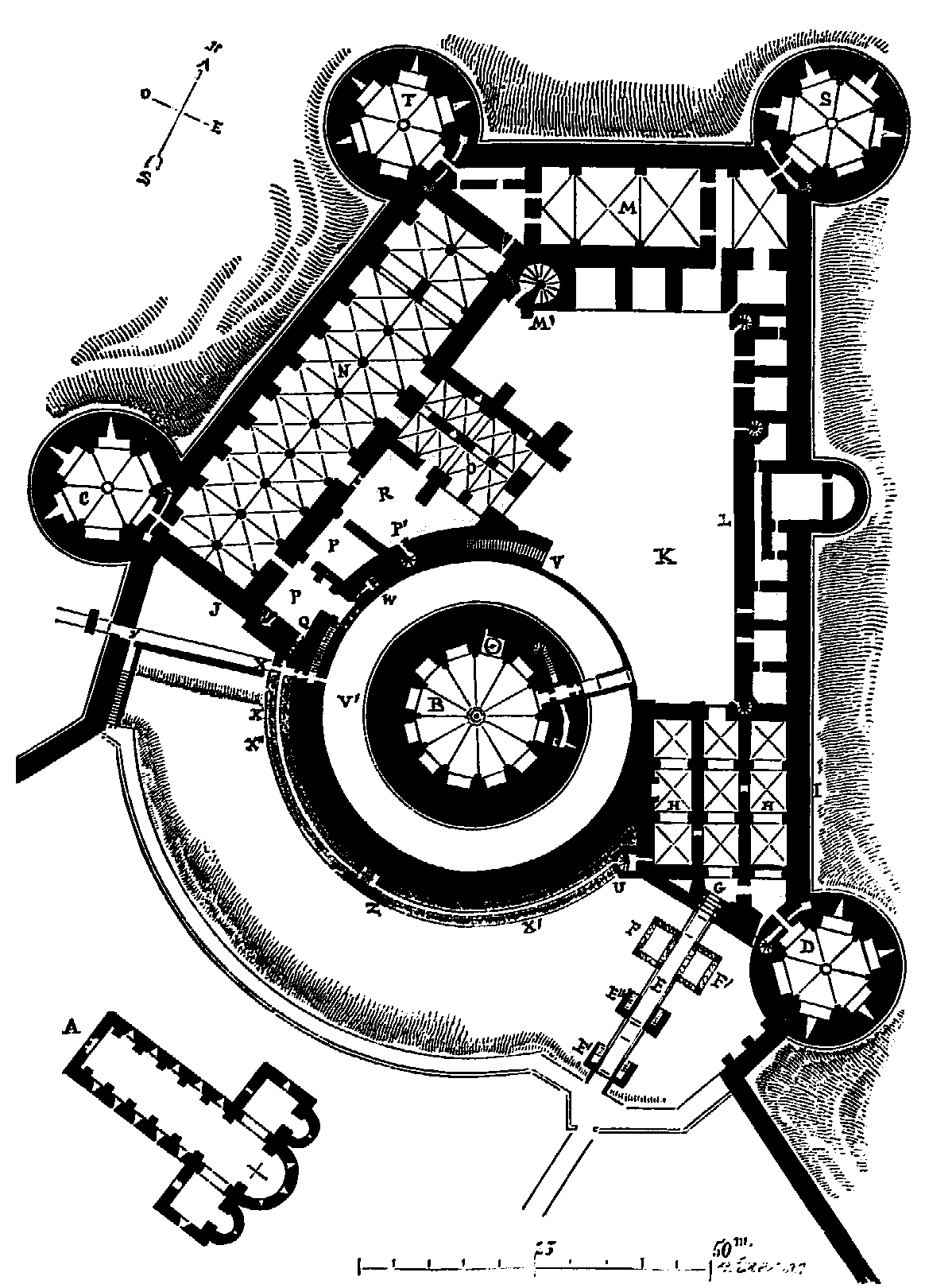
Plan du château.

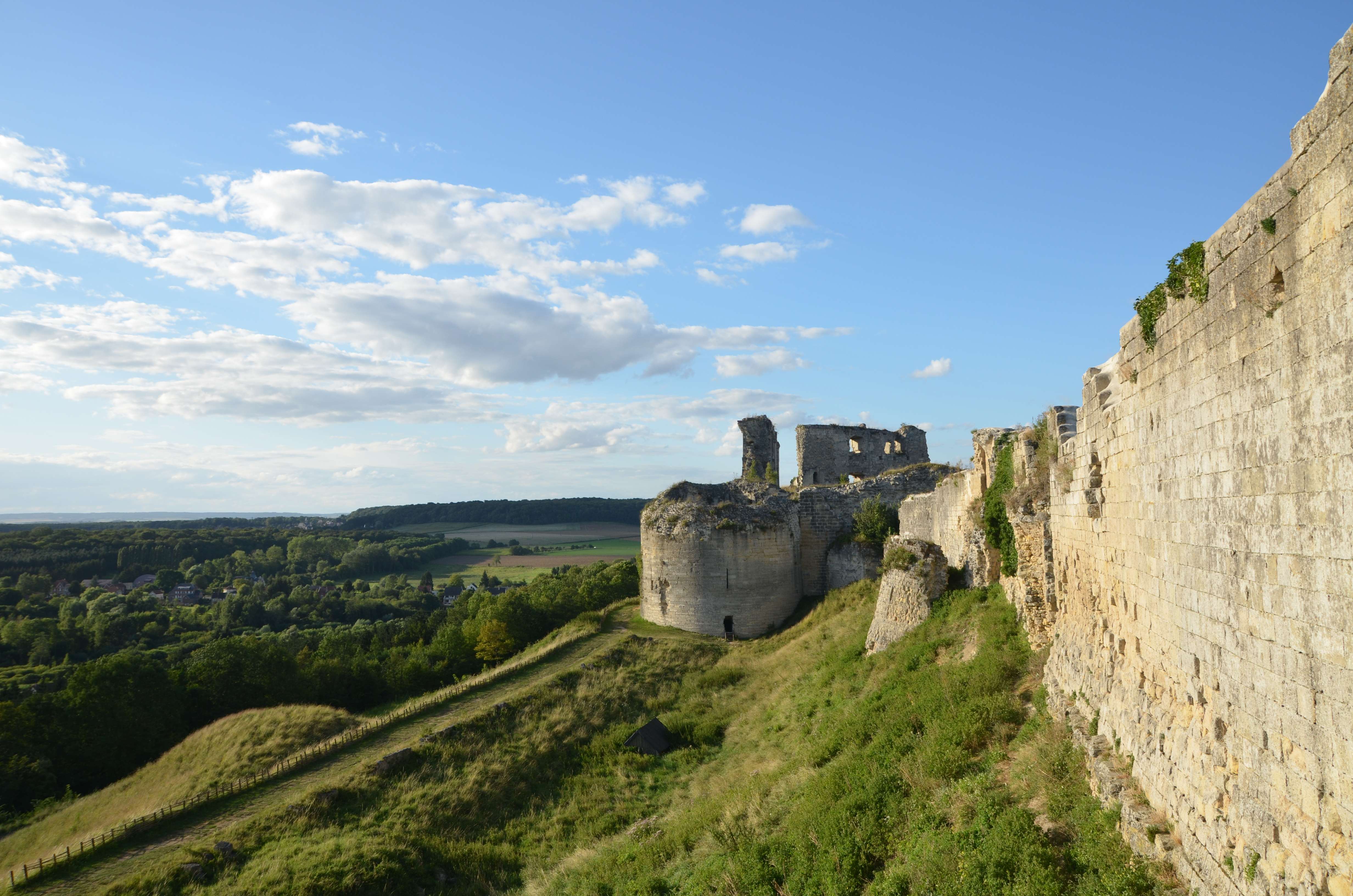
Une tour d'angle et la courtine sud.

Construit sur l'extrémité de l'éperon rocheux sur lequel est bâtie toute la cité, le château a une vue imprenable sur la vallée de l'Ailette, site stratégique puisqu'il en permettait ainsi la surveillance et le contrôle.
Le château comprend quatre tours d'angle que rejoignent de hautes courtines contre lesquelles étaient adossés des logis, et enfin d'un imposant donjon que ceignait une chemise. Toutes les caractéristiques du château philippien furent reprises dans le plan et l'agencement du château, n'était que les dimensions en étaient magnifiées. Au centre du château, une cour prenait place entre les logis et la chemise du donjon où fut élevée une chapelle castrale de style gothique rayonnant, dans la continuité perpendiculaire du logis sud. Les logis des courtines sud et sud-ouest étaient plus hauts d'un étage que celui de la courtine nord, de sorte que la courtine nord est plus basse que les deux autres.

#### Baille
La baille ou basse-cour occupe le large espace entre le château et la cité. On y pénètre par la porte de maître Odon dans les restes de laquelle se trouvent aujourd'hui la boutique et l'accueil du château. Une église de taille modeste s'y dressait au XIIIe siècle dont les restes furent mis au jour lors des fouilles.

#### Enceinte
L'enceinte de la ville haute de Coucy court sur deux kilomètres et compte trente-trois tours et trois portes d'entrées, dont la magistrale porte de Laon. Elle fut élevée comme le reste de l'ensemble castral au XIIIe siècle, mais il est à noter qu'elle présente différents aspects selon l'orientation de ses remparts et, si l'harmonie de l'ensemble est indéniable, une parfaite régularité ne la définit pas.

#### Porte de Soissons

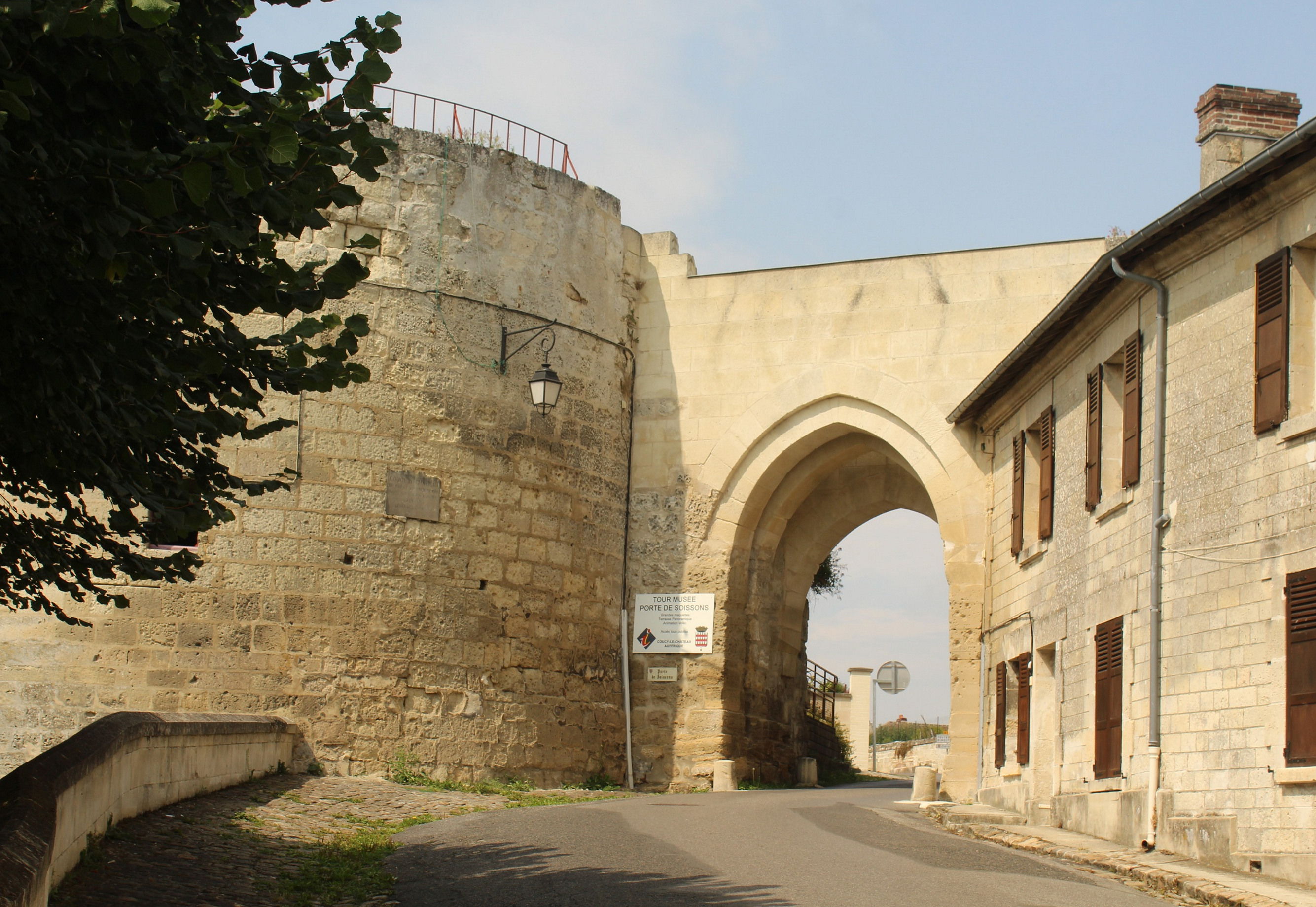
La porte de Soissons avec son arche reconstruite.

#### Porte de Laon
La porte de Laon est la plus spectaculaire des trois portes de la cité. Construite en même temps que le reste du château et de l'enceinte, elle se compose de deux tours d'un diamètre impressionnant juxtaposées, l'entrée se faisant par le petit espace (2,40 m.) situé entre elles et autrefois doté d'un pont levis. Les deux tours sont adossées, du côté intérieur, à un logis de grande dimension qui accueillait le conseil communal. La porte était encerclée par deux tours de guet supplémentaires, elles aussi d'un diamètre impressionnant, et était précédée d'une barbacane. aujourd'hui à demi enterrée.

Durant la première guerre mondiale, les deux tours de la porte furent éventrées ainsi que le logis derrière elles. Les ruines de la porte demeurent cependant imposantes et en bon état. La reconstruction de la porte de Laon a commencé en 2010, le chantier avance chaque année.

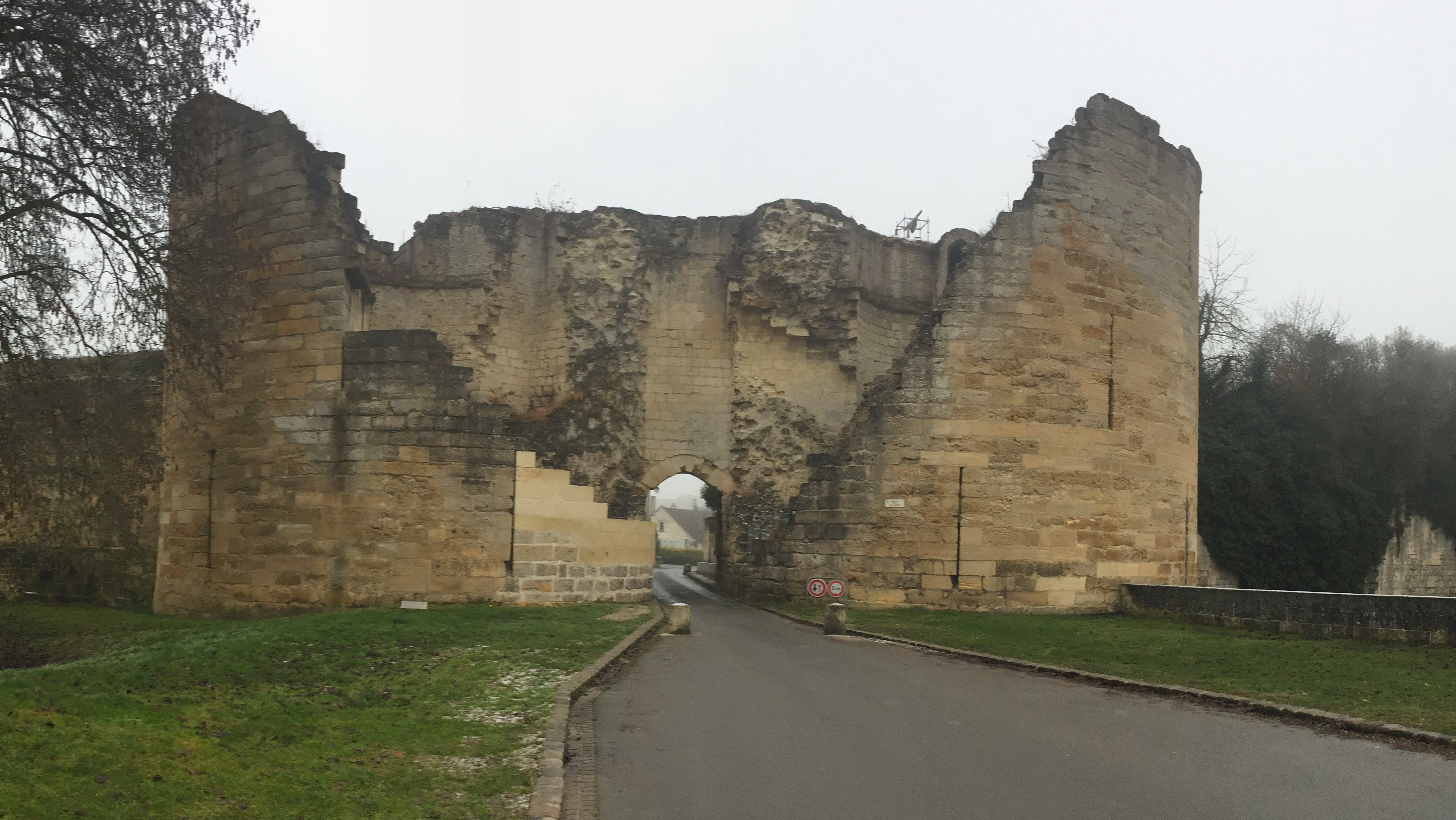
La porte de Laon en 2017.

#### Porte de Chauny

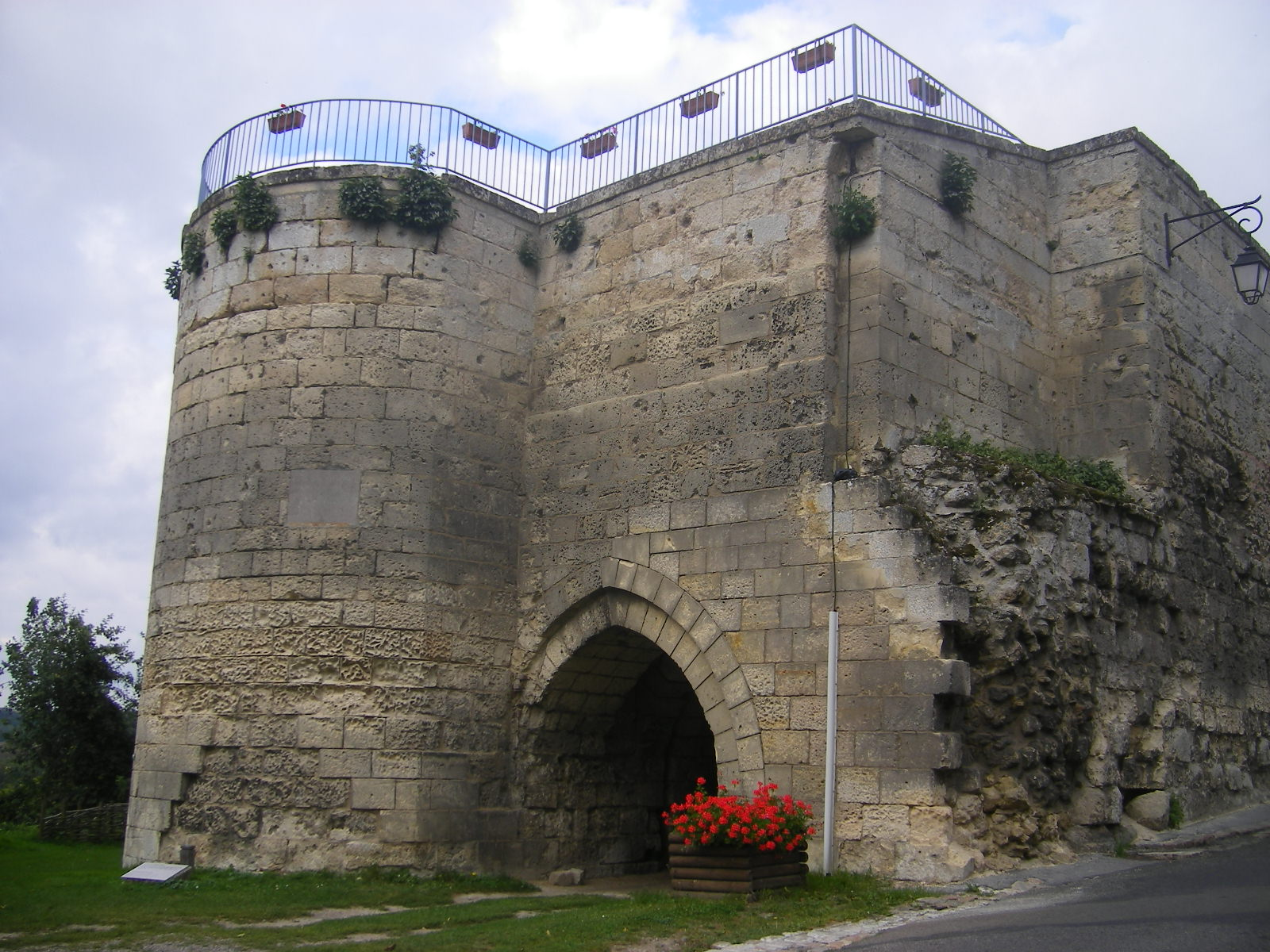
La porte de Chauny.

La porte de Chauny, autrefois appelée porte de Gommeron, est flanquée d'une seule tour et se présente à redan de l'enceinte. La tour de cette porte est la plus petite de toute l'enceinte du château, ce qui laisse penser à une construction précoce.

### Habitat civil

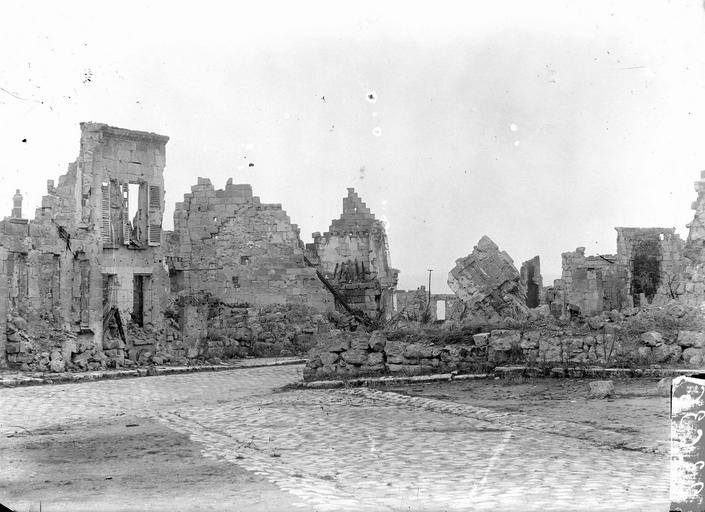
La place de l'hôtel-de-ville en ruines après-guerre.

L'habitat civil de Coucy subit, également, le saccage de l'armée allemande lors de sa retraite du printemps 1917. Aucun des bâtiments civils de la ville haute de Coucy-le-Château ne fut épargné par la destruction partielle ou totale, en sorte que l'église Saint-Sauveur est aujourd'hui le seul bâtiment préexistant à la guerre qu'on puisse trouver dans la cité médiévale, encore qu'elle fût reconstruite après la guerre. Si le tracé des rues et places fut conservé, de nouveaux bâtiments furent construits, plus épars, en sorte que la densité de l'habitat de la ville haute est très largement amoindrie par rapport à ce qu'elle était avant-guerre. À maints endroits, de petits murets de pierres inégales affleurent des parcelles enherbées, ruines des murs des anciennes maisons.

#### Église Saint-Sauveur

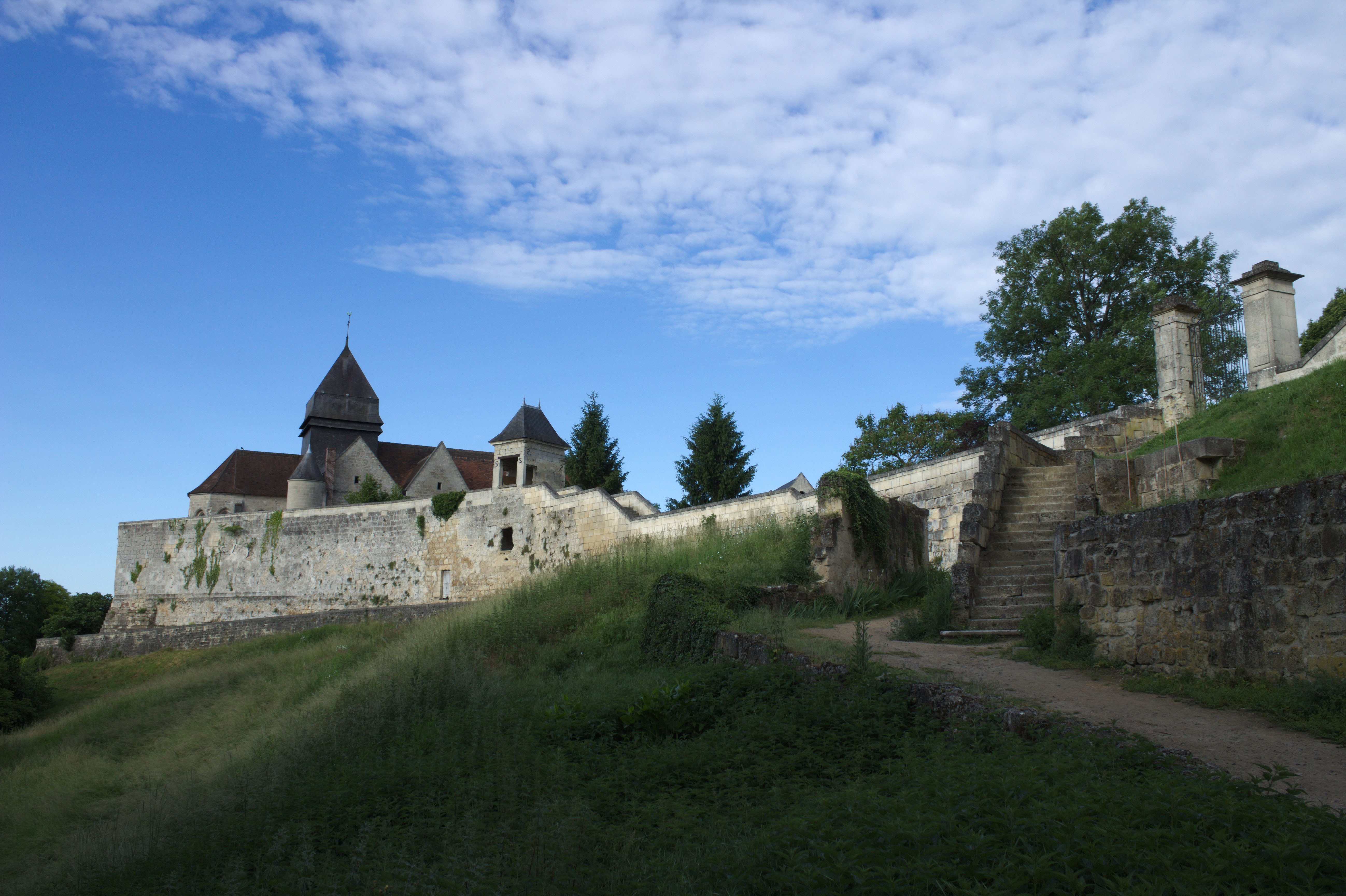
Vue de l'église prise dans le chemin de ronde de l'enceinte.

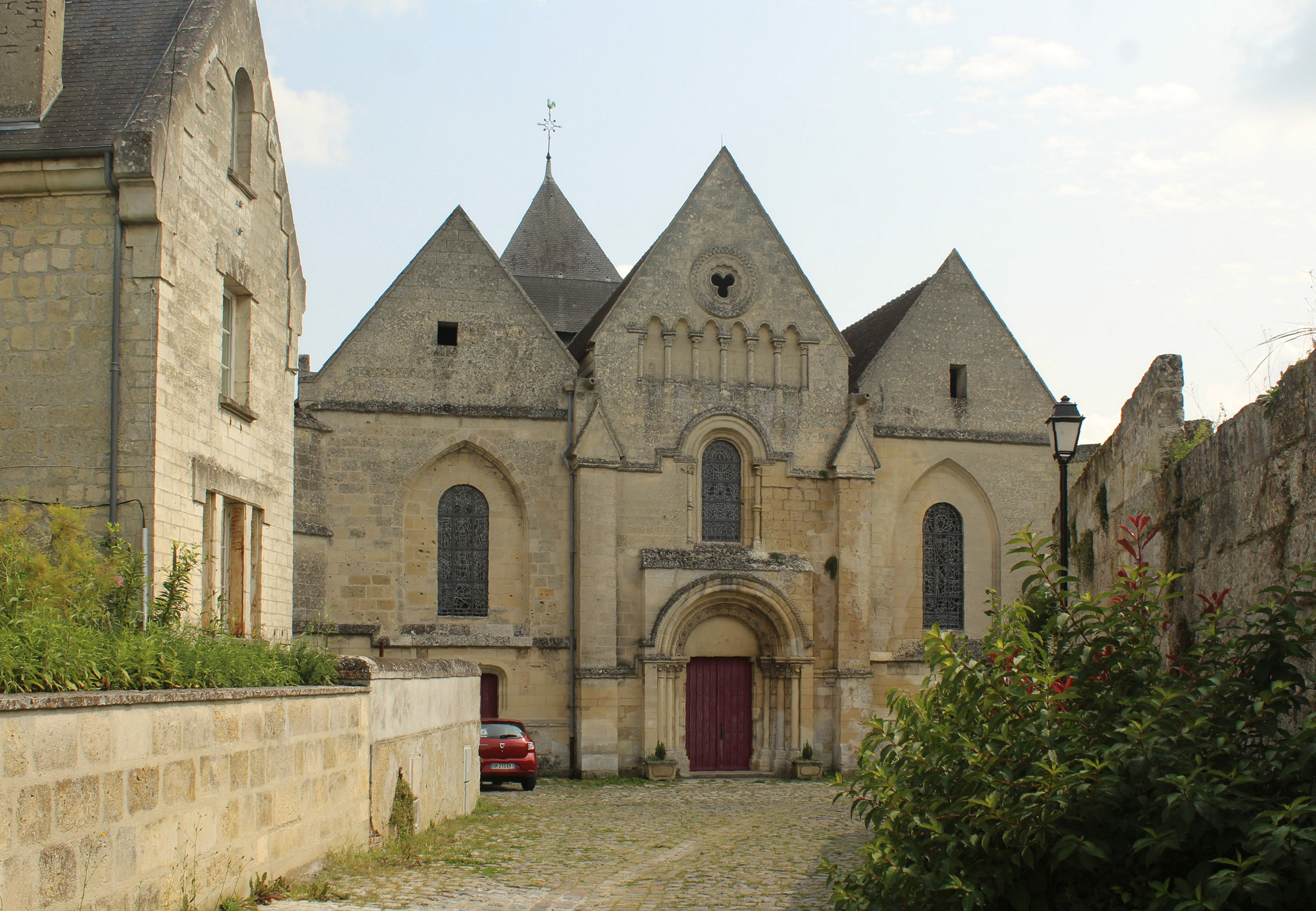
La façade de l'église.

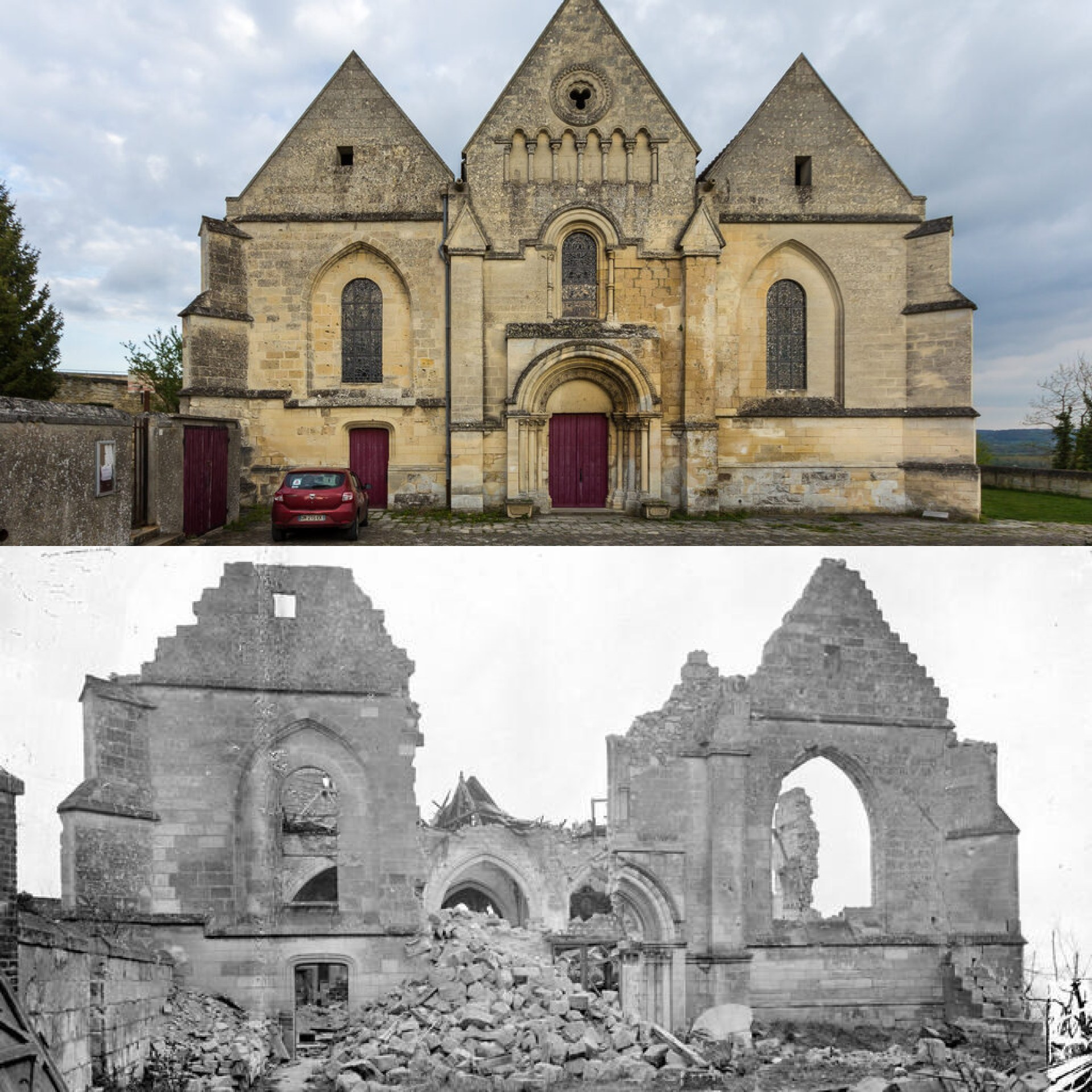
L'église de Coucy vue du parvis, 2007 et 1917.

Les origines de l’église Saint-Sauveur remontent au XIIe siècle (partie centrale de la façade, portail style roman. Remaniée à plusieurs reprises, détruite en 1917, classée « Monument Historique », l’Église Saint Sauveur a été reconstruite à l’identique.
Les magnifiques vitraux de facture moderne ont été créés par Mazetier et Delange en 1936. Ils constituent une Bible en image avec l’Ancien et le Nouveau Testament. Un vitrail, celui de Jean, a participé à l’exposition universelle de Paris en 1937. Deux vitraux rappellent l’histoire de Coucy, d’Enguerrand II et de ses enfants égarés. La faible luminosité est due à la teinte grise des vitraux, émaillée de couleurs vives, qui s’illuminent sous le soleil. Elle traduit le passage de l’ombre à la lumière.
Les fonts baptismaux romans du XIe siècle sont remarquables. Ils sont sculptés dans du marbre noir veiné de bleu. Les sculptures, finement ciselées, représentent des motifs végétaux, des petits animaux, des personnages et de très jolis visages.
Le chœur  et le transept de l’église datent du XIIIe siècle et n’ont pas été détruit en 1917. L’ajout du 2e transept et des 2 collatéraux au XVIe siècle en font une « église halle ». À noter : l’architecture très riche des 3 voûtes et l’alternance  de piles fortes et faibles dans la nef. Les chapiteaux de style gothiques inspirés de l’Art Roman représentent des plantes, des fruits, des petits animaux, mais cachent parfois quelque chose d’insolite à découvrir. Le Chemin de  Croix réalisé par Hector de Pettigny en 1950 est une fresque moderne sur ciment. Les teintes employées restent douces et ne correspondent pas à l’agressivité des souffrances. Autres éléments remarquables : le retable en bois sculpté, les  2 autels, l’orgue, la chaire.
Campée à l’extrémité de l’éperon rocheux et proche de la Tour de la Porte de Soissons, l’Église Saint-Sauveur offre une vue dominante sur la plaine et constituait autrefois un point d’appui militaire solidement organisé. C’était une annexe de la célèbre Abbaye de Nogent.

#### Beffroi
Le beffroi de Coucy se tenait à l'emplacement approximatif de l'actuelle mairie de Coucy - plus précisément il s'élevait derrière elle. Il datait du XIIIe siècle et fut détruit à la dynamite en 1917. Il ne fut pas relevé depuis.

## Coucy dans la culture

### Gastronomie

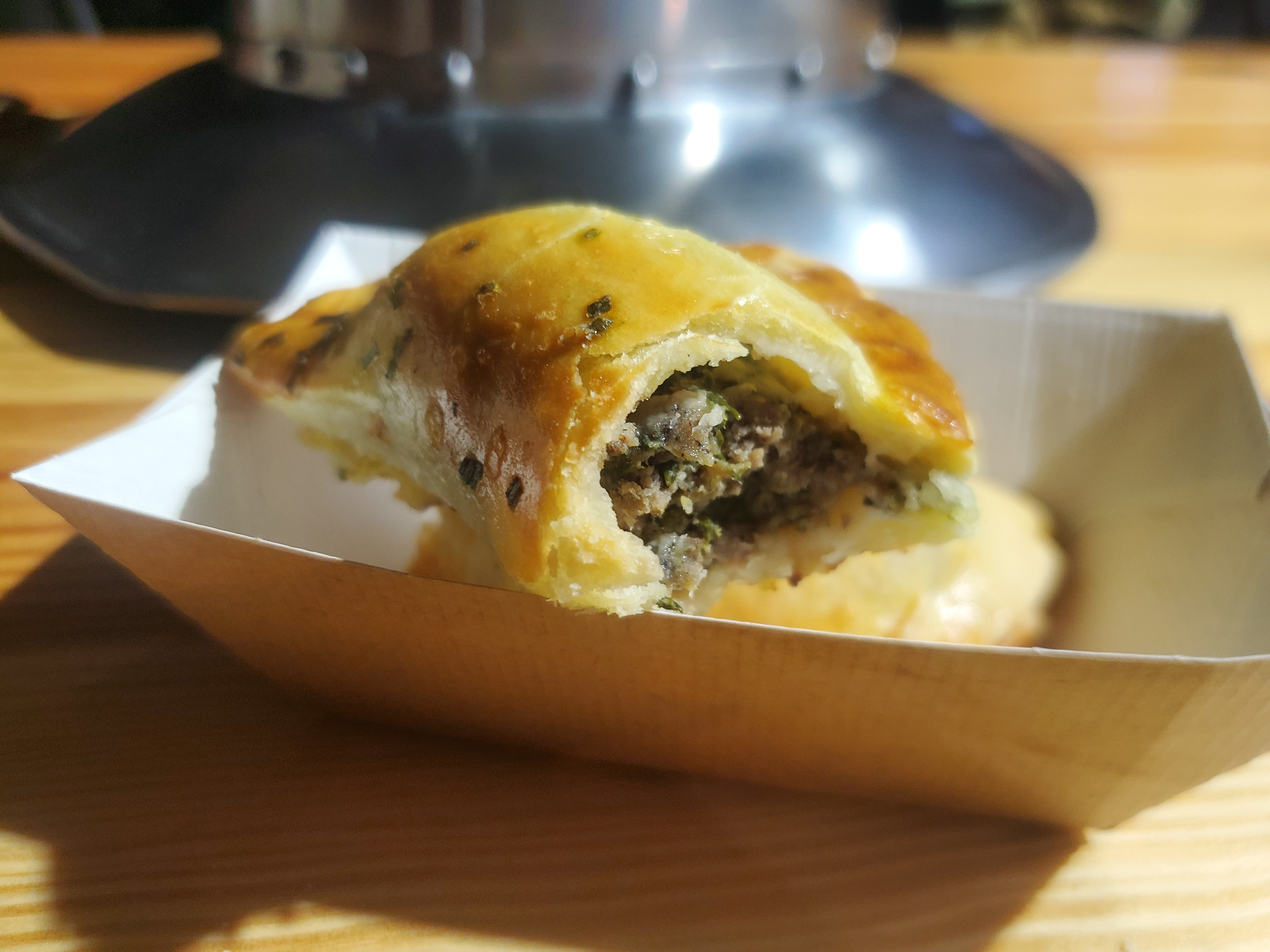
Des rissoles de Coucy.

Les rissoles de Coucy sont une spécialité culinaire très courante dans toute la Picardie dont l'invention remonte à l'époque de la construction du château et de la cité. On attribue traditionnellement l'origine des rissoles à Enguerrand III, qui, lors de la construction du château au XIIIe siècle, voulut que fût inventé un plat et consistant et nourrissant qui donnât de la force aux ouvriers du chantier de son imposant château sans qu'il ne fût long à préparer ni ne donnât l'occasion à de trop longues ripailles, ce qu'en somme nous appellerions aujourd'hui un casse-croûte ou un snack. La solution trouvée fut d'allier du pain à de la viande et à des épices.

### Évènements

#### Traditions locales
Coucy-le-Château-Auffrique est placé sous le patronage du Saint Sauveur, tout comme les communes de Quincy-sous-le-Mont et Serain. C'est également le nom de l'église paroissiale de la cité médiévale. La fête du Saint Sauveur est célébrée à Coucy et à Quincy le jour de la fête de la Transfiguration (le 6 août).

## Héraldique
|  | Armoiries de Coucy-le-Château-Auffrique : Fascé de vair et de gueules de six pièces. |